# Stuckisme
Stuckisme er en international kunstbevægelse, der blev dannet i 1999 i Storbritannien af Billy Childish (der forlod gruppen i 2001) og Charles Thomson. Retningen går ind for figurativ kunst i opposition til konceptkunst. Retningen blev dannet som et alternativ til de af Charles Saatchi dannede Young British Artists (også kendt som Brit Art).
| Kunst | Spire Denne artikel om kunst er en spire som bør udbygges. Du er velkommen til at hjælpe Wikipedia ved at udvide den. |